# Procrateria malagassa
Procrateria malagassa là một loài bướm đêm trong họ Noctuidae.